# Régulation (économie)
Pour les articles homonymes, voir Régulation.
En économie, la régulation est une action dont le résultat est de maintenir durablement un système économique ou social. Elle peut être une intervention publique à la suite d'une crise (politique conjoncturelle), ou une intervention publique ou privée au niveau d'un secteur d'activité de l'économie afin de l'organiser ou de fluidifier son fonctionnement — c'est notamment le cas lors d'une intervention publique pour corriger une structure de marché qui peut conduire à des abus de pouvoir de marché par des entreprises (régulation des monopoles dans les industries de réseaux).
La régulation publique de l'économie intervient au niveau d'un secteur (politique sectorielle), ou de l'économie dans son ensemble à court terme (politique conjoncturelle) ou à long terme (politique structurelle).

## Objet

### Régulation des cycles économiques et politique conjoncturelle
Depuis les travaux de Keynes (1883-1946), l'existence de cycles économiques accrédite l'idée que la puissance publique peut et doit intervenir pour faire face aux conséquences des fluctuations conjoncturelles :
1. La régulation et politiques dites « pro-cycliques » ont pour but de renforcer les tendances conjoncturelles observées ;
2. La régulation et les politiques dites « anti-cycliques » ou « contra-cycliques » ont pour but de prévenir, parer ou contrer les tendances conjoncturelles observées.

### Régulation des marchés pour limiter le pouvoir des entreprises
En économie industrielle, la régulation intervient au niveau d'un marché pour limiter le pouvoir de marché des entreprises.
Les régulateurs interviennent à plusieurs stades pour corriger la capacité d’une entreprise en situation de pouvoir abuser de son pouvoir de marché.
- Avant tout abus (régulation ex-ante), les autorités de régulations peuvent agir en fixant certaines modalités du marché comme
  - la structure du marché en autorisant ou interdisant certaines fusions ou accords entre entreprises,
  - des variables du marché comme le taux de rendement des opérateurs historiques des industries de réseau et les conditions auxquelles ces derniers permettent à leurs concurrents d’accéder à leurs infrastructures essentielles
- Après un abus (régulation ex-post), les autorités de la concurrence peuvent qualifier et sanctionner certaines pratiques ou clauses contractuelles d’abus de position dominante.

#### La régulation ex-ante du pouvoir de marché
La régulation ex-ante est généralement envisagée pour les industries de réseaux, dans lesquels les rendements d'échelle favorisent la concentration du secteur autour d'un monopole naturel ou d'un oligopole naturel.
En France, ce type de régulation est menée généralement par des autorités administratives indépendantes comme
- l'Autorité de régulation des communications électroniques et des postes (Arcep)
- Autorité de régulation des transports (ART)
- Autorité des marchés financiers (AMF)
- Commission de régulation de l'énergie (CRE)

#### La régulation ex-post du pouvoir de marché par la politique de la concurrence
La politique de la concurrence vise à sanctionner les entreprises qui abusent de leur pouvoir de marché (abus de position dominante) ou qui cherchent à s'entendre pour limiter la concurrence entre elles (Cartel).
En France, ce type de régulation est menée par l'Autorité de la concurrence.

### Régulation sectorielle pour limiter les instabilités structurelles des marchés
La régulation pourrait également permettre de corriger les instabilités structurelles des marchés ; l'approche la plus raisonnable est de type pragmatique, en ajustant les actions en fonction des résultats observés (e.g., cas du secteur agricole).

### Dérégulation et libéralisation
On parle de dérégulation lorsque la puissance publique diminue la régulation sectorielle, en laissant plus ouverte la dynamique du secteur en question (le terme est alors proche, mais différent, de celui de réglementation).
Selon l’économiste Giandomenico Majone, une dérégulation est toujours combinée avec une « re-régulation », puisque le changement de gouvernance suppose la mise en place de règles nouvelles, avec parfois un corpus normatif beaucoup plus important que dans une gouvernance dirigiste.
La dérégulation du transport aérien, consiste par exemple à diminuer les conditions posées pour l'ouverture des lignes, ou pour la gestion des compagnies aériennes, avec des effets bénéfiques pour le consommateur. En ce sens, dérégulation rime avec libéralisation. Dans ce cas de figure de l'économie, le mot "régulation" est un anglicisme, puisqu'il est entendu dans la signification anglaise de "réglementation".

## Les acteurs de la régulation économique

### Les autorités publiques de la régulation
Les acteurs de la régulation sont variés et les actions de régulation sont menées :
- Par les pouvoirs publics, les ministères, les administrations dites de « tutelle » des activités concernées.
- Les autorités administratives indépendantes comme l'Arcep ou l'Autorité de la concurrence.

### Les acteurs privés de la régulation (ou l'auto-régulation)
Un autre mode de régulation est « l'auto-régulation », par laquelle les acteurs du marché participent eux-mêmes à la régulation : c'est le cas en France du correspondant informatique et libertés, dont la désignation par une entreprise la dispense de nombreuses démarches auprès de la CNIL. L'auto-régulation est aussi une pratique courante des utilisateurs d'Internet, par l'intermédiaire de normes plus ou moins formalisées telles que la nétiquette. Le terme est cependant trompeur puisque "auto" ne peut désigner l'acteur lui-même (individu ou entreprise) dont l'action est à réguler (cas d'impossibilité du marché 'pur' ou de la rationalité individuelle incomplète).
Le terme (auto-régulation) s’est développé dans un contexte libéral. Il suggère l’existence de formes de régulation sans intervention d’une autorité publique. Evidemment cette intervention publique reste essentielle à l’application d'une régulation, pour imposer une sanction judiciaire (pénale ou civile) en cas de manquement.

## Régulation et réglementation
Il existe une différence entre la régulation et la réglementation. Le débat reste largement ouvert en ce qui concerne la nature, le point d'application et l'intensité de ces actions. La réglementation consiste à l’édiction de règles strictes notamment dans une situation présentant des externalités négatives (e.g., la pollution)
.

## Théorie de la réglementation (approche microéconomique)
La régulation du pouvoir de marché des entreprises est analysée en économie industrielle.
Les régulateurs cherchent à contrôler le comportement des firmes disposant d’un pouvoir de marché (monopoles, monopoles naturels, oligopoles). Il s’agit d’aligner l’objectif de la firme et l’intérêt collectif. La tâche est rendue délicate du fait de l’asymétrie d’information entre régulateur et régulé, lequel par essence connaît mieux sa propre situation (fonction de coûts, technique utilisable pour abaisser les coûts, effort de réduction des coûts…) que le régulateur. C’est une information privée qu’il n’a pas toujours intérêt à révéler.
Plusieurs types d'organisations ont été mis en œuvre pour faire face aux difficultés de réguler le pouvoir de marché des monopoles naturels :
- cas intégré des activités de planification‐régulation et de gestion
- séparation entre les activités de planification‐régulation et de gestion

Cet arbitrage – mis en lumière par K. Schmidt [1996] – peut favoriser la gestion intégrée dans des phases où à la fois le progrès technique est limité et l’entreprise et la société ont des objectifs congruents. Dans les phases de changements technologiques ou de divergence entre préférence sociale et intérêt de la firme, on peut alors comprendre le choix de dissocier l’activité de régulation et celle de production.

### Intégration des activités de planification‐régulation et de gestion
Dans le cas intégré, les fonctions de régulation et de gestion sont détenues par les dirigeants de l'entreprise en situation de monopole. Cette configuration réduit fortement les problèmes d’asymétrie d’information et donc garantit, à technique donnée, une offre reflétant au mieux les préférences sociales (on parle alors d’efficacité allocative).
Deux problèmes sont associés à ce type d’organisation :
- les choix sont peu transparents. Les dirigeants étant proches de l’activité de production, ils vont fortement tenir compte de l’intérêt des employés de l’entreprise et probablement un peu moins du bien‐être social (c’est‐à‐dire de la satisfaction du reste de la société).
- D’une façon reliée, il est difficile dans ce cadre de s’engager sur des systèmes incitatifs visant à la réduction des coûts (ou à l’amélioration de la productivité) ce qui compromet l’efficacité productive, définie comme le choix de la technique de production la plus efficace. En effet, même si les résultats ne sont pas satisfaisants, les dirigeants (régulateurs/gestionnaires) peuvent difficilement punir l’entreprise ou ne pas accorder de subventions.

Ainsi, dans un mode de gestion intégrée, on a au mieux une efficacité allocative mais très rarement une efficacité productive puisque les outils d’incitation à la réduction des coûts ou d’amélioration de la performance ne sont pas disponibles.
Ce mode d'organisation a prévalut des années d'après-guerre aux années 1970.

### Séparation des activités de planification‐régulation et de gestion
La séparation entre l’activité de régulation et celle de production permet plus de transparence et induit également une séparation plus claire des objectifs, le régulateur s’occupant du bien‐être social et les dirigeants des intérêts de l’entreprise. Mais elle induit une barrière informationnelle entre les régulateurs et les dirigeants. Dans ce cadre, il est plus difficile pour le régulateur de prendre les bonnes décisions en matière d'offre et de prix car l’accès aux caractéristiques précises de l’entreprise est plus diffus.
Ainsi, afin de limiter les inefficacités dans le processus de production (les rentes internes à l'entreprise), le régulateur soucieux du bien‐être social est amené à accepter une efficacité allocative moindre. En contrepartie, en étant à distance du producteur, le régulateur est plus indépendant et plus crédible dans son rôle de donneur d’ordre. Cette hausse de la crédibilité dans la pérennité des systèmes de récompenses ou de pénalités incite les dirigeants à effectuer des efforts plus importants.
Cette séparation des activités de planification‐régulation et de gestion peut aussi s'accompagner d'un recours accru à la concurrence.

## Théorie de la régulation (approche macroéconomique)
En France, l'école de la régulation fait l'analyse des compromis sociaux qui instituent tel ou tel mode de régulation, les conditions de fonctionnement de ces actions de régulation et leur capacité à stabiliser plus ou moins durablement les initiatives individuelles, ainsi que leurs dysfonctionnements et leurs crises.